# Gilletiodendron glandulosum
Gilletiodendron glandulosum är en ärtväxtart som först beskrevs av Porteres, och fick sitt nu gällande namn av J.Leonard. Gilletiodendron glandulosum ingår i släktet Gilletiodendron och familjen ärtväxter. IUCN kategoriserar arten globalt som sårbar. Inga underarter finns listade i Catalogue of Life.